# Парижки договор (1814)
Парижкият договор, подписан на 30 май 1814 година, слага край на войната между Франция и Шестата коалиция на Англия, Русия, Австрия, Швеция и Прусия. Той също подкрепя абдикацията на Наполеон.
Границите на Франция са върнати към тези от 1792 година, но има малко наказателни действия срещу Франция, освен Сейшелските острови, отстъпени на Англия. По-големите промени в Европа са определени на Виенския конгрес.